# Kmvoum
Kmvoum (tudi Kmvum, Čorum) je bog neba in bog stvarnik pri Pigmejcih v Zairu.
Kmvoum je stvarnik vidnega sveta in usmerjevalec nebesnih pojavov. Ljudi je oblikoval iz različnih barv prsti, Pigmejce iz rdeče, črnce iz črne in Evropejece iz bele. Kmvoum
vsak dan z zvezdami na nebu obnavlja sončno svetlobo.